# Europa Universalis III: Napoleon’s Ambition
Europa Universalis III: Napoleon’s Ambition (локализованное название Европа III: Войны Наполеона) — дополнение к Europa Universalis III, компьютерной глобальной стратегии в реальном времени от компании Paradox Interactive. Временные рамки игры расширены до 1821 года, также появилась возможность сыграть за революционную Францию.

## Основные изменения
- Игра заканчивается 1 января 1821 года.
- Около 20 новых лет геймплея, появилась возможность сыграть за Революционную Францию во главе с Наполеоном или наоборот дать ему отпор.
- Новый исторический режим игры, в котором большинство важных событий в жизни государства (такие как рождение или смерть исторических персон) будут происходить строго в то время, когда это происходило в реальности.
- Шпионы приобрели множество новых возможностей, например появилась способность спровоцировать туземцев.
- Оптимизирован интерфейс.